# Diglossa gloriosissima
Fura-flor-de-barriga-ruiva (Diglossa gloriosissima) é uma espécie de ave da família Thraupidae. A ave é endêmica da região dos Andes na Colômbia. Os seus habitats naturais são as regiões subtropicais ou tropicais úmidas de alta altitude, matagal tropical ou subtropical de alta altitude. Está ameaçada de extinção por perda de habitat natural.
A ave é uma das variações de diglossa que são perfuradores de flores.